# 约翰尼·赫格林
约翰尼·赫格林（瑞典語：Johnny Höglin，1943年2月26日—），瑞典男子速度滑冰运动员。他曾代表瑞典获得1968年冬季奥运会速度滑冰比赛男子10000米金牌。他也参加了1972年冬季奥运会。